# Liste der Biografien/Hasu
Liste der Biografien |
Portal Biografien |
Personensuche
# |
A |
B |
C |
D |
E |
F |
G |
H |
I |
J |
K |
L |
M |
N |
O |
P |
Q |
R |
S |
T |
U |
V |
W |
X |
Y |
Z |
?
 
Ha |
Hd |
He |
Hi |
Hj |
Hk |
Hl |
Hm |
Hn |
Ho |
Hr |
Hs |
Ht |
Hu |
Hv |
Hw |
Hy
 
Haa |
Hab |
Hac |
Had |
Hae–Haf |
Hag |
Hah |
Hai |
Haj |
Hak |
Hal |
Ham |
Han |
Hao |
Hap |
Haq |
Har |
Has |
Hat |
Hau |
Hav |
Haw |
Hax |
Hay |
Haz
 
Hasa |
Hasb |
Hasc |
Hasd |
Hase |
Hasf |
Hasg |
Hash |
Hasi |
Hasj |
Hask |
Hasl |
Hasm |
Hasn |
Haso |
Hasp |
Hasq |
Hass |
Hast |
Hasu |
Hasv |
Hasw |
Hasz
Die Liste der Biografien führt alle Personen auf, die in der deutschsprachigen Wikipedia einen Artikel haben. Dieses ist eine Teilliste mit 9 Einträgen von Personen, deren Namen mit den Buchstaben „Hasu“ beginnt.

## Hasu
- Hasu, Essi (* 1987), finnische Beachvolleyballspielerin
- Hasu, Heikki (1926–2025), finnischer Skisportler und Politiker, Mitglied des Reichstags

### Hasuc
- Hasucha, Christian (* 1955), deutscher Installationskünstler

### Hasud
- Hasuda, Shūgorō (1915–2010), japanischer Kunstschmied

### Hasuk
- Hasukawa, Sōdai (* 1998), japanischer Fußballspieler

### Hasum
- Hasumi, Shigehiko (* 1936), japanischer Literaturwissenschaftler, Kultur- und Filmkritiker
- Hasumi, Tomohiro (* 1972), japanischer Fußballspieler

### Hasun
- Hasun, Alma (* 1989), österreichische SchauspielerinAlma Hasun (* 1989)

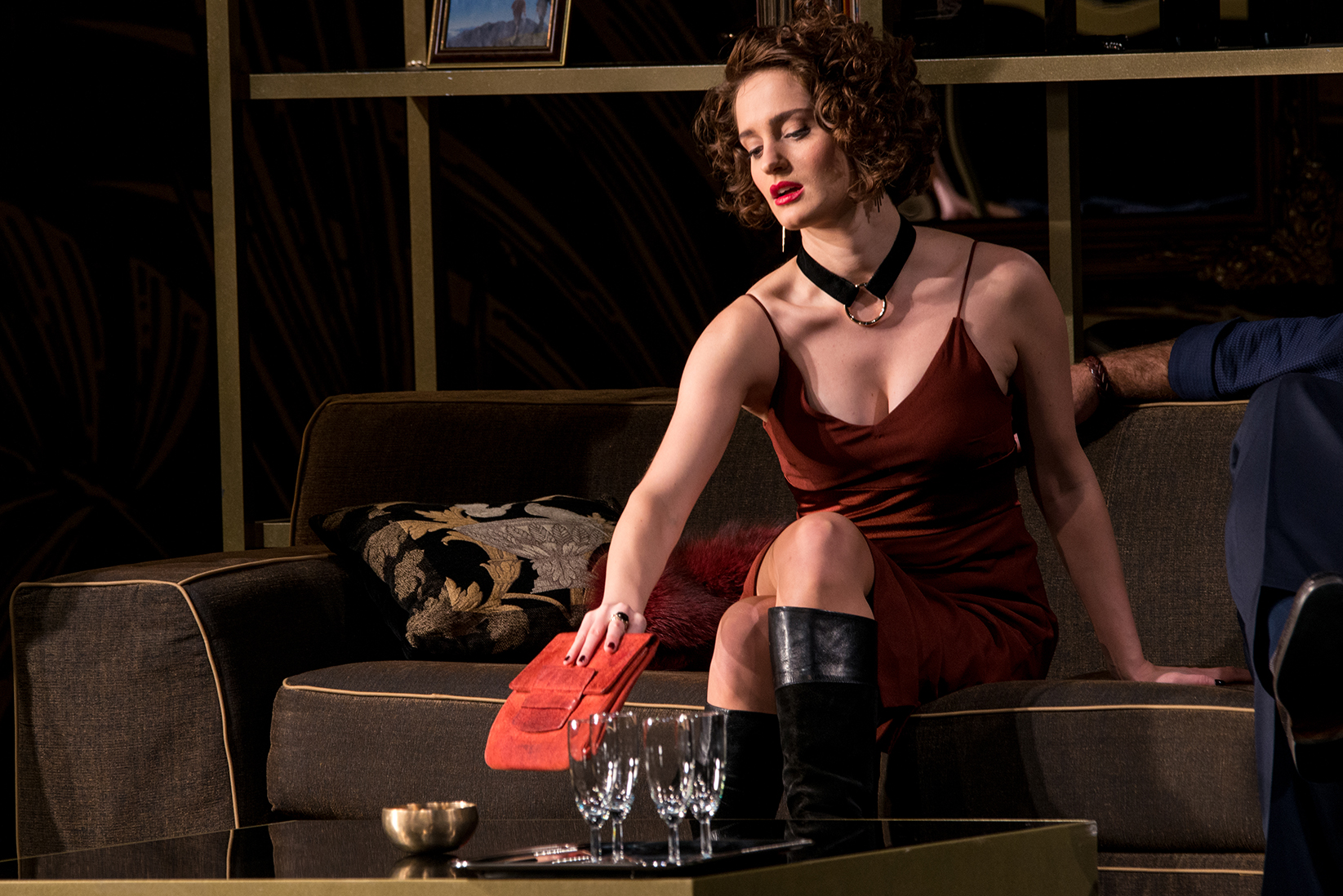
Alma Hasun (* 1989)

- Hasunuma, Shōta (* 1993), japanischer Fußballspieler